# Замок Карригроган
Замок Карригроган (англ. Carrigrohane Castle, Currikippane Castle, Kilgrohanmore Castle, ірл. Caisleán an Carraig Rothain, Caisleán an Carraig Raitheach) — замок Скелі Папороті, замок Скелі Петлі, замок Болота Маленьких Палиць — один із замків Ірландії, розташований у графстві Корк, у баронстві Барретт, біля одноіменного селища Карригроган. Замок стоїть на скелі на березі річки Лі. Замок складається з двох комплексів споруд, що були побудовані в різний час.

## Історія замку Карригроган
До англо-норманського завоювання Ірланді в 1171 році ці землі були у володіннях ірландського клану Мак Карті. Історія замку Карригроган почалась у 1180 році, коли король Англії Генріх II дарував Міло де Когану — англо-норманському лорду кілька сотень гектарів землі на південь і захід від стіни міста Корк. У 1207 р. Річард де Коган, родич Міло, отримав маєток Карригроган, а його наступники збудували замок. У 1464 році, з нагоди нової угоди, наданої місту Корк, західні межі володінь міста були поширені на замок Карригроган. У 1317 році Вільям Барретт у нагороду за те, що його батько Роберт служив в армії короля Англії і воював проти «ворогів корони», отримав частину місцевої землі «Гронаг» та замок на цій землі. До 1400-х років феодали Де Коган повернули собі частину земель, якими до цього володіли Барретти. У 1500-х роках володарі замку Карригроган підтримали ірландського графа Десмонда під час свого повстання проти англійської корони. Після придушення повстання Десмонда лорд-депутат Ірландії біля 1600 року передавав замок Карригроган в оренду серу Річарду Грінвілю за умови, що він відбудує руїни замку та побудував ще й новий будинок поруч. Згодом землі були передані серу Вільяму Сент-Легер. Новий будинок можна назвати замком у стилі Тюдорів — укріпленого особняка з трьома поверхами, освітленими чотирма вікнами на кожному поверсі. Залишки середньовічного замку частково збереглися поруч із новішою спорудою. Близько 1601 року замок Карригроган і землі навколо нього, через містера Ворхема, були надані Аврааму Бейкеру та Барракіазу Бейкеру.
Вважається, що частина замку Карригроган була побудована людьми ірландського клану Мак Карті, що деякий час володів замком. У 1641 році спалахнуло повстання за незалежність Ірландії, яке було жорстоко придушене Олівером Кромвелем. Під час цієї війни замок захопив лорд Інчіквін, що вивіз із замку все цінне. Замок став ареною боїв і був частково зруйнований. Потім замок став резиденцією розбійників — так званих «рапірників», ватагу яких очолював чоловік на прізвисько Капітан Кейп. Вони грабували мандрівників та жителів навколишньої місцевості. Після реставрації монархії в 1660 році в замок повернулася родина Бейкер. Вони відремонтували і перебудували замок. Замок успадкував Джон Бейкер, потім його племінниця, яка одружилася з Пітером Воллесом. Їх син Джон помер в 1731 році. Замок і землі успадкував його брат Баррахіас з Баллікренана, що в Клойні. Його дочка Клотільда одружилась з сером Едвардом Гоаром у 1771 році. Гоари — це нащадки офіцера армії Олівера Кромвеля. Едвард Гоар та його нащадки розтратили все своє багатство та маєтки. Вони кинули замок Карригроган.
Замок був закинутий і перетворився в руїну. У 1790 році художник Натаніель Гроган, намалював замок — на картині він виглядає як похмура споруда на скелі біля кинутих млинів. Поруч намальовані два джентльмени, що ловлять рибу в річці Лі. У 1837 році Самуель Льюїс згадав про ці млини та написав, що вони здатні виготовляти від 350 до 400 мішків з борошна щотижня. Близько 1830 року замок Карригроган перейшов до Августа Роберта Мак Свіні — торговця кукурудзою, що жив у місті Корк (на вулиці Данбар, 18). Він також володів млинами біля замку Карригроган ор Міллс, які є на картині Грогана (будівлі пізніше зруйновані). Мак Свіні працював з архітекторами Корка Дейном і Вудвордом, яким замовив проєкт реконструкції замку. Однією з ключових особливостей, спеціально замовлених, стала прибудова, що прикрашена гербами клану Мак Свіні. За цей час було побудовано нову дорогу до замку. Але незабаром родина Мак Свіні розходилася і не мала грошей для подальшого ремонту замку. Замок знову придбала родина Гоар у 1846 році та жила там до 1946 року. У 1946 році замок купив містер Барнетт. У 1976 році замок купили Мері та Лео О'Браєн. Вони зберегли та відновили замок і володіють ним і досі, успішно використовують цю старовинну споруду в туристичному бізнесі.
У скелі на якій стоїть замок є велика печера, що з'єднана ходами з печерою Овена, яка розташована на відстані 4 миль від замку. У печері є підземне озеро, що з'єднане з річкою, великий зал, який називається Діра Пекла. Про цю печеру є легенда, що в ній живе жахлива потвора, що має тіло як вугор, дві лапи та гриву як у коня.